# Lygodactylus nigropunctatus
Lygodactylus nigropunctatus är en ödleart som beskrevs av  Jacobsen 1992. Lygodactylus nigropunctatus ingår i släktet Lygodactylus och familjen geckoödlor. IUCN kategoriserar arten globalt som livskraftig.

## Underarter
Arten delas in i följande underarter:
- L. n. nigropunctatus
- L. n. incognitus
- L. n. montiscaeruli